# スーパーJチャンネルみやぎ
『スーパーJチャンネルみやぎ』（スーパージェイチャンネルみやぎ）は、2003年3月31日から2019年3月29日まで東日本放送 (KHB) で平日夕方に放送されていたローカルニュース番組である。テレビ朝日発『スーパーJチャンネル』の宮城県ローカルパートに相当する。

## 概要
2003年3月31日、『夕方ワイドあなたにCue!』の後番組としてスタートした。当初はモノラル放送であったが、2007年4月2日をもってステレオ放送に変更された。
2009年3月30日から2012年9月28日までは独自のロゴを使用していた。2015年3月30日から数か月間、番組タイトルの「みやぎ」の箇所に「KHB」の文字を入れていた。
本番組の放送がなかった土曜夕方には『スーパーJチャンネル』の後半で、日曜夕方には『サンデーステーション』の後半で、年末年始の特別編成時には『ANNスーパーJチャンネル』の後半でそれぞれ県内のローカルニュースを伝えていた。

## 放送時間の変遷
| 期間      | 期間      | 放送時間 (JST)        | 放送時間 (JST)        | 放送時間 (JST)        |
| 期間      | 期間      | 月曜日 - 水曜日       | 木曜日                | 金曜日                |
| --------- | --------- | --------------------- | --------------------- | --------------------- |
| 2003.3.31 | 2004.3.26 | 18:19 - 19:00（41分） | 18:19 - 19:00（41分） | 18:19 - 18:45（26分） |
| 2004.3.29 | 2004.10.1 | 18:19 - 19:00（41分） | 18:19 - 19:00（41分） | 18:19 - 19:00（41分） |
| 2004.10.4 | 2012.3.9  | 18:17 - 18:55（38分） | 18:17 - 18:55（38分） | 18:17 - 18:55（38分） |
| 2012.3.12 | 2015.3.27 | 18:15 - 18:55（40分） | 18:15 - 18:55（40分） | 18:15 - 18:55（40分） |
| 2015.3.30 | 2019.3.29 | 18:15 - 19:00（45分） | 18:15 - 18:55（40分） | 18:15 - 18:55（40分） |

補足
- 高校野球宮城大会ハイライト放送がある場合には18:50までの放送となる（2013年まで）。
- 2018年最後の放送日である12月28日には、17:36 - 17:53に繰り上げ・短縮しての放送を行った。テレビ朝日の『スーパーJチャンネル』については、左記の時間帯以外の全編（16:50 - 17:36・17:53 - 19:00）をテレビ朝日と同時ネットに変更。

## 出演者
（）内に肩書が記されていない者は、全員東日本放送のアナウンサー（後に離職した人物も含む）。

### 番組終了時の出演者

#### メインキャスター
- 松本龍 - 2016年3月までは、後述の吉岡伸悟が不在の時のみの担当。2017年3月までは月曜 - 木曜担当。その後は月曜 - 金曜担当。

#### アシスタントキャスター
- 丸井汐里（2018年4月 - 2019年3月） - 月曜・火曜・水曜担当。
- 野口ちひろ（2018年4月 - 2019年3月） - 木曜・金曜担当。

#### 気象キャスター
- 内藤俊太郎（ウェザーマップ、2017年 - 2019年3月） - 隔週担当。
- 冨永幸（ウェザーマップ、2017年4月 - 2019年3月） - 隔週担当。

#### スポーツキャスター
- KHBアナウンサーによるシフト制。主に加川潤、岩崎心平が担当。

### 途中降板した出演者
- 伊藤文（2004年4月 - 2006年3月）
- 熊谷博之
- 青柳嘉代
- 山口則幸（2009年3月まで）
- 岩田有未（2009年3月まで）
- 大江和美（日本気象協会）
- 奥村奈津美（2009年4月 - 2011年3月）
- 竹内真理（2011年4月 - 2012年9月）
- 奈良岡希実子（日本気象協会、2010年4月 - 2014年3月）
- 阿部美里（2012年10月 - 2015年3月）
- 渋佐和佳奈（2015年4月 - 2016年9月）
- 樋口康弘（日本気象協会、2014年4月 - 2015年3月）
- 綾木紫乃（日本気象協会、2015年4月 - 8月）
- 吉岡伸悟
- 高山香織
- 糸井文菜

## コーナー
- KHBお天気情報
- KHBスポーツ
  - ばっちりベガルタ - 土曜日または日曜日に試合があったときには月曜日に、月 - 金曜日に試合があったときには当日（18時以降に試合がある場合には翌日）に放送された。このコーナーがある日のスポーツコーナーは、必ず加川が担当した。このコーナーのBGMは、コナミ『XEXEX』の1面に使用されている曲のMIDIバージョン。
  - とってもイーグルス
  - 進め89ERS
- 熊ちゃんの超楽天主義（金曜） - 楽天の選手へのリレーインタビュー。
- 東北湯けむり紀行（木曜） - 温泉の紹介コーナー。東北地方のANN加盟6局が持ち回りで制作。
- ローカル発お取り寄せ（金曜） - お取り寄せグルメ情報のコーナー。青森朝日放送、東日本放送、山形テレビ、新潟テレビ21、北陸朝日放送、静岡朝日テレビ、メ〜テレ、広島ホームテレビが持ち回りで制作。
- ぐるりみやぎ（金曜）
- 新着ニュース今何が?（2015年9月28日 - ） - 同コーナー放送以前の2015年3月30日 - 9月26日には、『スーパーJチャンネル』の「きょうナビ」をネットしていた。